# José Antonio Páez
José Antonio Páez (ur. 13 czerwca 1790, zm. 6 maja 1873) – generał, uczestnik walk o niepodległość Ameryki Łacińskiej, trzykrotny prezydent Wenezueli.
Od 1819 r. w armii Simona Bolivara. W latach 1822–1830 rządził Wenezuelą jako częścią składową Wielkiej Kolumbii, a od 1830 do 1863 jako niezależnym państwem. Obalony w 1863 r., zmarł w Nowym Jorku. Jego ciało spoczywa w Panteonie Narodowym.

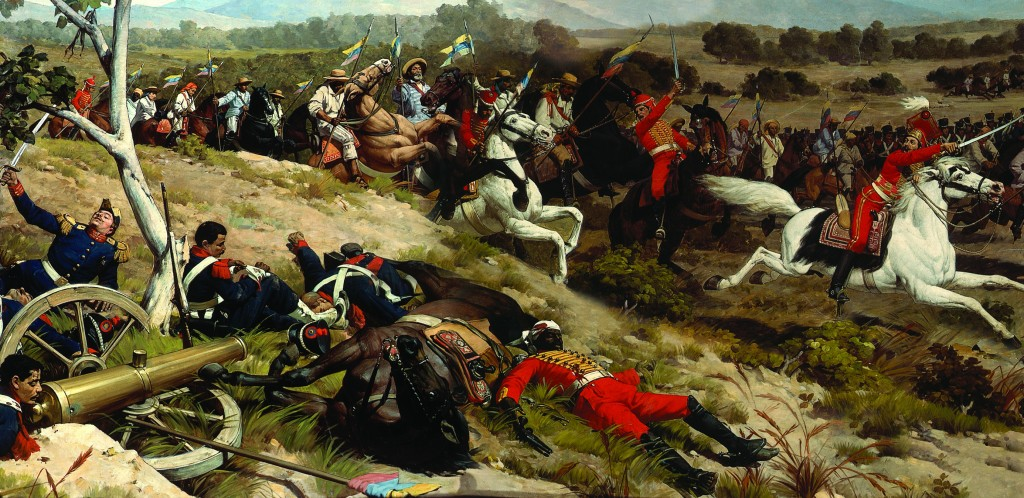
Páez wśród swych żołnierzy w bitwie pod Carabobo